# Старшая ветвь Ольговичей

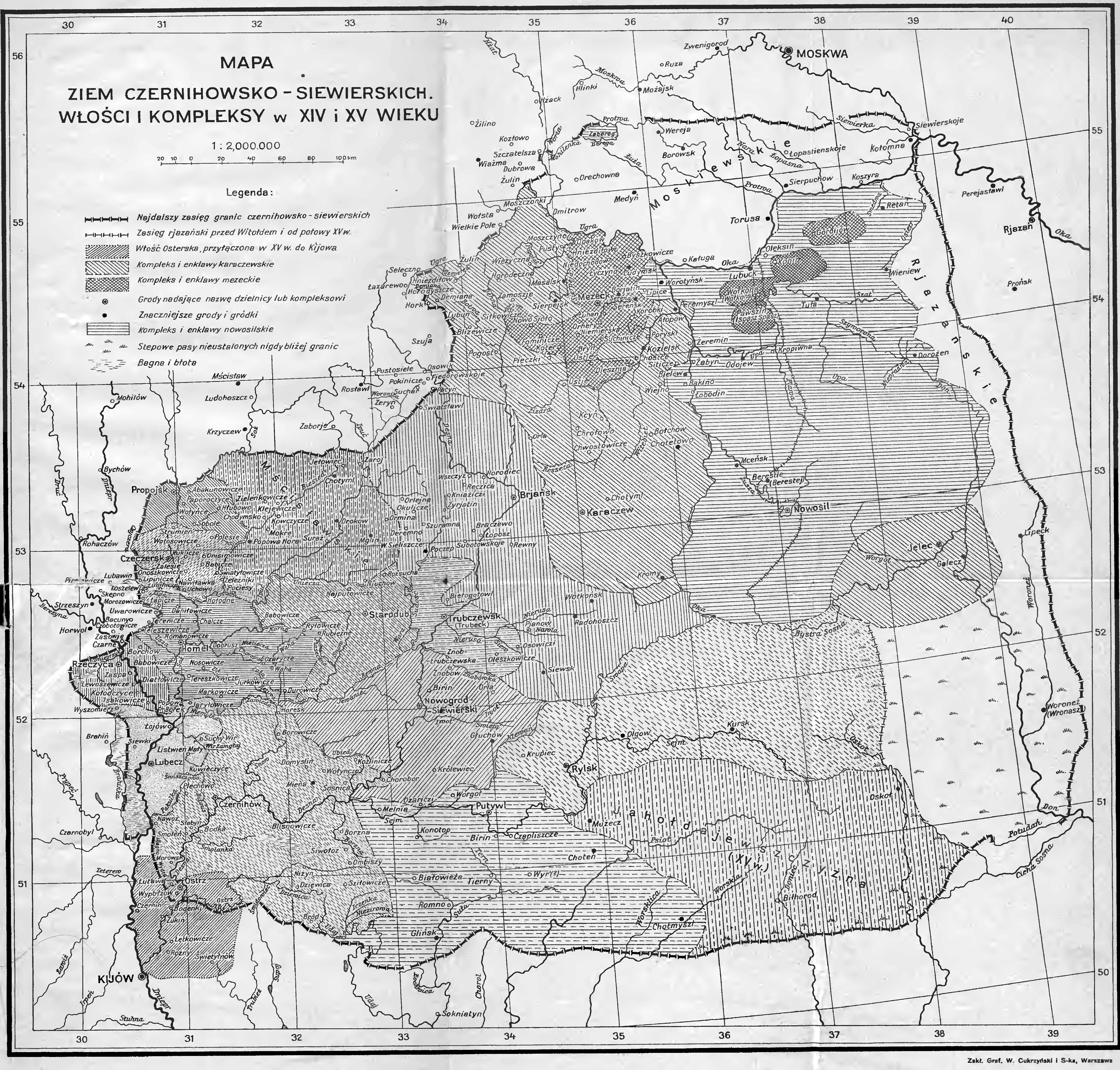
Чернигово-северские земли в XV веке

Старшая (черниговская) ветвь Ольговичей, Всеволодовичи — ветвь Рюриковичей, происходящая от Всеволода Ольговича новгород-северского, черниговского и киевского (ум.1146). Выделилась после смерти Святослава Ольговича (1164), смерти без наследников последнего представителя ветви Давыдовичей Святослава Владимировича (1166) и раздела Чернигово-Северского княжества между сыновьями Всеволода и Святослава Ольговичей.
Исключительно владели такими городами, как Стародуб, Вщиж, Козельск (с Карачевом, всеми вятичскими землями), Сновск, также имели отчинные права на Новгород-Северский, Чернигов и Киев. Общий предок Давыдовичей, Ольговичей и муромо-рязанских князей Святослав Ярославич правил в Киеве при жизни старшего брата Изяслава, и, вероятно, его сыновья получили на Любечском съезде в 1097 году Чернигов со всеми волостями под условием отказа от претензий на Киев, во всяком случае после смерти Святополка Изяславича в 1113 году Святославичи на Киев не претендовали. Однако Всеволод Ольгович женился на дочери Мстислава Великого и таким образом породнился с правившими в Киеве с 1113—1139 годах Мономаховичами.
К рубежу XII/XIII веков Ольговичи перестали перемещаться по уделам. Стародуб отошёл во владение потомков Ярослава Всеволодовича, Вщиж — Владимира Святославича, Козельск — Мстислава Святославича. Сохранилось лишь перемещение между двумя главными городами: Черниговом и Новгородом-Северским. Хотя по мнению большинства современных исследователей, Новгород-Северский с 1198 года стал владением также старшей ветви: сначала поочерёдно сыновей Святослава Всеволодовича, а затем его внука Давыда Ольговича, начиная со старшего, Мстислава (в крещении Фёдора), рождение которого точно датировано летописью (1193). Во всяком случае, Любецкий синодик упоминает Мстислава-Фёдора новгород-северского, затем Константина Давыдовича новгород-северского и Святослава Давыдовича. Последним из этой ветви на новгород-северском престоле упомянут Дмитрий Святославич. Согласно другой версии, отцом Давыдовичей новгород-северских был не Давыд Ольгович, а Давыд Всеволодович (внук Игоря Святославича из младшей ветви).
Представителями старшей ветви были все черниговские князья по крайней мере сер.XIII—XIV веков, вплоть до убитого в 1401 году на должности литовского наместника в Смоленске Романа Михайловича. Брянские князья овладели Черниговом в 1263 году, правда, в первой половине 1290-х утратили Брянск в пользу смоленских Ростиславичей. Хотя согласно другой версии, брянские князья XIV века Василий Александрович (1310—1314) и Дмитрий (1314—1334, 1340—1352) также имели местное происхождение. В 1356 году после третьего захвата смолянами Брянск был захвачен Литвой и утратил самостоятельность.
Верховские князья, согласно традиционной версии также считавшиеся представителями старшей ветви Ольговичей, потеряли владения также в пользу Литвы к рубежу XIV/XV веков и в основном отъехали на московскую службу.